# 伊藤芳夫 (植物学者)
伊藤 芳夫（いとう よしお、1907年4月18日 - 1992年4月4日）は、日本の植物研究家である。サボテンの交配や研究を行い、サボテンに関する多くの著作を行った。

## 経歴・人物
山口県宇部市に生まれた。旧制中学卒業後、独学でサボテンの研究を行った。1952年、中井猛之進の推薦で「南米産サボテンの新分類法」の学位請求論文を提出した。1957年の『サボテン図説 南米物サボテンの分類』はドイツのサボテン研究家で、網羅的なサボテンの事典を作ったドイツのクルト・バッケベルクの著書『サボテン科』（"Die Cactaceae: Handbuch der Kakteenkunde"）に引用された。新種のサボテン450種を作出し、200以上のサボテンの属や1000以上の種の命名をおこなった。1950年代から日本では（世界的にも）サボテンブームが起こり、多くのサボテンに関する一般向けの著作を出版した。
妻は、2015年時点で、98歳。娘、孫がおり、福岡に在住。

## 著作
- サボテンの知識と栽培法　タキイ種苗株式会社、昭和27年
- サボテン綺談　朝日文化手帖9　朝日新聞社、昭和28年
- シャボテンー環境と植物　岩波写真文庫81　共著、岩波書店、昭和29年
- サボテン　栽培と知識　朝倉書店、昭和29年
- サボテン放談　朝日文化手帖62、朝日新聞社、昭和30年
- 世界サボテン史　中央公論社、昭和30年
- サボテン図説　南米物サボテンの分類　風間書房、昭和32年
- 最新サボテン園芸　　実用新書48、池田書店　昭和37年
- サボテン－その神秘な花－　カラーブックス　保育社　昭和37年
- 原色花サボテン　農業図書株式会社、昭和38年
- サボテン栽培必携　池田書店、昭和39年
- 花サボテン図譜　誠文堂新光社、昭和42年
- サボテン園芸を楽しむ　日本文芸社、昭和44年
- 花サボテンの新種作出法　日本文芸社、昭和45年
- サボテンの収集と作り方　池田書店、昭和45年
- 花サボテン　実生・育成・採種　　実用新書78　池田書店、昭和45年
- 原色　サボテン　園芸植物大観4、集英社、昭和46年
- サボテンの栽培と鑑賞　金園社、昭和47年
- サボテン記　東京新聞出版局、昭和49年
- 画文集　花咲くサボテン　日貿出版社、昭和50年
- サボテン2100種の見分け方と属別栽培法　講談社、昭和54年
- 花サボテンの魅力　鑑賞と栽培法、共立出版、昭和56年
- 原色　花サボテン　家の光協会、昭和57年
- サボテン科大図鑑－分類と解説　新日本教育図書、昭和57年
- サボテン科大事典226属とその種の解説　未来社、昭和63年
- サボテン博士の歩いた道　ガンと肝炎と闘って世界一　四季出版、昭和64年